# 斎藤義重
斎藤 義重（さいとう よししげ、1904年5月4日 – 2001年6月13日）は、青森県弘前市出身の現代美術家。多摩美術大学教授。「さいとう ぎじゅう」と読まれることもある。絵画と彫刻の垣根を超えた表現を追求して作品を制作した。戦後以降の現代美術を代表する作品の数々を残し、「もの派」の作家らに大きな影響を与えた。

## 生涯

### 幼年期
1904年5月4日、青森県弘前市に生まれた。本籍は東京市四谷区左門町（現・東京都新宿区）。なお、本人は東京出身であるとも青森出身であるとも語ったことがあり、かつては文献によって出生地に揺らぎがあった。父親の斎藤長義は南部藩士の家に生まれた陸軍軍人（騎兵小将）であり、陸軍第8師団が設置されていた弘前市は父親の赴任地である。義重は7人兄弟姉妹の次男（兄1人・姉2人・妹2人・弟1人）だった。
4歳だった1908年には父親の陸軍第14師団転属に従って栃木県宇都宮市に転居し、栃木県尋常師範学校附属幼稚園（現・宇都宮大学共同教育学部附属幼稚園）に通った。この頃の父親の書斎にはヨーロッパ建築やヨーロッパ絵画の絵葉書などがあり、斎藤は幼い頃から美術に興味を示した。1911年には父親の異動にともなって東京市（現・東京都）新宿区市谷加賀町に転居、その後かつて島村抱月が住んでいた新宿区市谷薬王寺町の家に移り、東京市牛込尋常小学校（現・新宿区立牛込仲之小学校）に入学した。小学校高学年から中学時代には、たびたび『アントニオとクレオパトラ』や『クオ・ヴァディス』などのイタリア映画、『ジゴマ』などのフランス映画、黎明期のハリウッドの連続映画などを鑑賞している。青年期の1920年代にはチャールズ・チャップリンよりもバスター・キートンを好んだが、尾上松之助などの人気が高かった邦画には関心を示さず、映画に関しては友人たちと会話にならなかったという。

### 青年期
1917年には日本主義思想家の杉浦重剛が設立した東京府（現・東京都）松沢村（現・世田谷区）松原の日本中学校（現・日本学園中学校・高等学校）に入学し、先輩に中西利雄（後に水彩画家）などがいた美術クラブに入部。厳格な父親が死去してから油彩用の画材を手に入れ、日本中学時代には油彩の風景画や人物画を制作した。ポール・セザンヌを模倣した絵画を制作し、フィンセント・ファン・ゴッホのように写生をしていたという。学生時代にはロマン・ロラン、フョードル・ドストエフスキー、アントン・チェーホフなどの外国文学を読みあさり、日本の近代文学では佐藤春夫や芥川龍之介や武者小路実篤などを読破している。
1920年秋には京橋の星製薬会社で開催された「日本に於ける最初のロシア画展覧会」を鑑賞し、ロシア未来派のダヴィド・ブルリュークやヴィクトール・パリモフらの絵画制作手法に強い刺激を受け、この経験は後のちまで創作活動に影響を与えた。先輩の中西は東京美術学校西洋画科卒業後にフランスに留学する洋画家として王道のコースをたどるが、斎藤は伝統的な教養主義にもどかしさを感じ、写実的な絵画制作に行き詰って絵画から遠ざかった。当時は大正デモクラシーの下で前衛芸術運動が活発化しており、未来派、ロシア構成主義、絶対主義、ダダイスムなどの美術思想が、アナーキズム、社会主義などの政治思想、ニヒリズムなどの哲学思想と融合する過程にあった。「意識的構成主義」を掲げて展覧会を開催していた村山知義によって京橋区（現・中央区）築地の築地小劇場で開催されたゲオルグ・カイザーの演劇公演『朝から夜中まで』などの影響で斎藤は文学に傾注し、1925年頃には絵画制作よりも文学活動の比重が高まっていった。1928年には小石川区（現・文京区）小石川にある喫茶店に立体作品を展示させてもらっている。

### 前衛芸術の模索
1929年頃に触れた構成主義やダダイスムの影響で再び美術に戻り、1930年頃にはふたたび文学よりも造形活動に比重を置くようになった。27歳だった1931年には二科展にレリーフ状の作品を出品しようと試みたが、この作品は絵画とも彫刻とも判然としなかったために失敗。1933年には駿河台で東郷青児、阿部金剛、古賀春江、峯岸義一らが主宰するアヴァンギャルド洋画研究所に入所。斎藤は洋画ではなく抽象的傾向の作品や立体的コラージュなどを制作し、ここでは桂ユキ子（桂ゆき）や山本蘭村と知り合っている。1935年にはアヴァンガルド洋画研究所を離席し、詩人の瀧口修造や北園克衛と出会った。
1936年には第23回二科展で「出立」と「アブストラクト」が初入選。同年には第14回黒色洋画展にも出品し、1937年には第24回二科展で再び入選した。「カラカラ」と呼ばれる構成主義的な連作レリーフを制作し出したのは1936年頃であり、37年を経た1973年には記憶と写真を元に再制作している。1938年には山元敬輔や高橋迪章らと絶対象派協会を結成して第1回展を開催。また同年には二科会内の前衛画家による九室会に入会し、1939年には第1回九室展に出品した。九室会は分科会ながら吉原治良や山口長男など41人が参加する大所帯であり、シュルレアリスム的な作品を制作する作家が多数を占め、抽象的傾向の作家は斎藤や吉原ら数えるほどだった。斎藤は次第に構成主義に対して批判的となり、斎藤自身が後に「トロウッド」と名付ける合板レリーフのシリーズの制作を開始したのはこの頃である。いわゆる抽象絵画を制作した時期は吉原や長谷川三郎らと同時期だったが、たがいに影響されることはなかったという。

### 戦中・戦後
1939年には美術文化協会の創立同人に名を連ねたが、1953年には美術文化協会を退会し、以後はどのような団体にも所属していない。戦争前は瀧口などシュルレアリスムを志向する人物が検挙された時代であり、1941年には斎藤のアパートに特高警察の官憲が踏み込んできたこともあった。30代後半までは一度も定職に就くことなく暮らしていた斎藤だが、太平洋戦争中には出版社や軍用石鹸工場などで初めて勤め人としての暮らしを経験した。
1942年頃には経済誌「ダイヤモンド」の刊行に関わり、東京・日本橋にある軍用石鹸工場の事務所で終戦を迎えた。軍用石鹸工場で働いていたことで、徴用、召集、在郷軍人の教練などの一切を回避している。戦時中はほとんど制作活動を行えず、また終戦直前に作品群、ノート、書類などを空襲で焼失した。1946年からは婦人雑誌「家庭文化」の刊行に携わっていたが、1947年から1949年には写真家大辻清司の家に居候して作品の制作に取り組んだ。
1949年には結婚し、1950年には長男が、1952年には次男が生まれたが、経済的な困窮によって1954年には離婚。当時は漁村にすぎなかった千葉県東葛飾郡浦安町にあった佐久節直の家に居候し、6畳のアトリエで作品を制作。ペンキ屋の仕事を手伝いながら、ペンキ屋から入手したベニヤ板で7、8点を制作したが、作品を預けていたペンキ屋が転居したためにこの頃の作品は行方知らずとなった。
1956年には国立近代美術館が主宰した「抽象と幻想」展に出品。1957年には第4回日本国際美術展（東京ビエンナーレ）でK氏賞を受賞し、同年には朝日新聞社が主催する今日の新人57年展新人賞を小野忠弘とともに受賞したが、この時の斎藤はすでに53歳だったため、「日本画壇の奇跡」として騒がれた。

### 東京画廊との専属契約
1958年には瀧口の紹介によって、東京・銀座の東京画廊で初の個展を開催し、13作品が完売したのを皮切りに、1960年、1962年、1963年、1973年、1976年、1980年、1991年、1994年、1999年にも同画廊で個展を開催している。斎藤は東京画廊と専属契約を結んで生活を安定させ、売上は東京画廊と斎藤とで配分した。国内外の展覧会には必ず東京画廊から出品し、特に画廊主の山本孝はヨーロッパで斎藤を売り込んで成功した。
1963年にスイス・ローザンヌで開催された第1回ローザンヌ国際前衛画商展では、世界各国の全17画廊がそれぞれ複数の前衛作家の作品を持ち寄ったが、東京画廊だけは斎藤ひとりに賭け、美術館主催の展覧会としては異例の1/3もの作品が売れた。なお、1960年代前半当時の斎藤の作品の売価は、4号で約12万円、よく制作する120号で96万円、国外では発送料や保険料などが加算されて120号が102-103万円になったという。当初は1号あたり2000円から始めたが、わずか数年間で1号あたりの価格は数倍になったという。斎藤の作品は日本で4割、日本国外で6割と、日本国外での販売数の方が多く、アメリカやフランスにもコレクターが存在した。ローザンヌでの展示後にはドイツ・ミュンヘンのフリードリッヒ・ダーレム画廊に持ち込まれたが、ローザンヌでもミュンヘンでも斎藤の作品は変わらず歓待された。

### 国際的な評価の高騰
1957年の日本国際美術展K氏賞と今日の新人57年展新人賞に始まり、1963年の7年間には国内外で異例とも言える9個もの賞を受賞した。1958年には現代日本絵画ヨーロッパ巡回展、オーストラリア巡回展、ニュージーランド巡回展、カーネギ―国際美術展などに出品。1959年には第5回日本国際美術展で国立近代美術館賞を受賞し、「ペインティングE」で国際美術評論家連盟賞を受賞。また1959年の第5回サンパウロ・ビエンナーレには電気ドリルで合板に線や穴を描いた連作を出品している。1960年5月から8月には第30回ヴェネツィア・ビエンナーレに参加するためにはじめてヨーロッパに渡り、ルーチョ・フォンタナのアトリエやパリを訪れた。ヴェネツィア・ビエンナーレの日本館には斎藤の他に浜口陽三（版画）、佐藤敬（洋画）、今井俊満（洋画）、豊福知徳（彫刻）、小野忠弘（洋画・彫刻）などが出品し、アンフォルメルを定義したフランス人美術評論家のミシェル・タピエは斎藤の作品を「私にとって新しい発見」と語っている。
日本帰国後の1960年8月には浦安から東京都港区青山に移ったが、青山で暮したのは短期間であり、1961年3月には横浜市磯子区屏風ヶ浦に転居して再婚した。1961年には再び日本国際美術展に出品し、第6回サンパウロ・ビエンナーレでは国際絵画賞を受賞している。同年にはグッゲンハイム国際美術展にも出品して優秀賞を受賞した。1960年代前半には世界各国の画廊から個展の開催依頼が殺到し、1963年から1965年にはフランスにおける前衛芸術の拠点とも言えるギャラリー・ド・フランス（パリ）、フリードリッヒ・ダーレム画廊（ミュンヘン）、イタリア・ミラノの第一級画廊であるナヴィリオ画廊（ミラノ）、などで個展を開催している。

### 多摩美での教育活動
1963年には晩年まで長く住む横浜市南区六ツ川に転居。この場所は大辻清司曰く「横浜市で2番目に高い丘の上」であり、斎藤曰く「晴れぐあいがいいと、海と房総の山並みが見える」場所にある。アトリエながら南側にも大きなガラス戸があり、その外壁には訪れた人によるサインや落書きが描かれている。1964年には多摩美術大学教授に就任し、斎藤義重教室からは関根伸夫、吉田克朗、本田眞吾、成田克彦、小清水漸、菅木志雄など、「もの派」の美術家が数多く生まれた。二村裕子によると多摩美のほとんどの学生が斎藤教室を選択したという。関根は東京藝術大学受験に失敗して入学した多摩美で表現主義的抽象を追い求めていたが、3年時に教授に就任した斎藤と出会ってスタイルを覆された。
1964年には長岡現代美術館のために壁面レリーフと前庭を制作している。アメリカ合衆国の美術館を「新しい日本の絵画と彫刻展」が巡回した関係で、1965年から1966年には半年間ニューヨークに暮らし、ジャスパー・ジョーンズ、草間彌生、荒川修作、河原温などと出会った。アメリカでは実験音楽家ジョン・ケージの音楽会を鑑賞したり、前衛芸術運動団体フルクサスの公演を鑑賞している。「ドリルの時代」以後には、合板にラッカー塗料を塗った明快な作品が特徴であり、「クレーン」シリーズや「ペンチ」シリーズなどを制作した。
1969年には多摩美紛争で大学理事会と対立し、1970年以降は同大学で一切の講義を持つことはなかった。1971年には磯崎新が設計した福岡相互銀行本店の応接室Aのインテリアデザインを手がけ、1972年には京都ロイヤルホテルのロビーにあるレリーフ彫刻を制作した。1973年に多摩美術大学を退職。同1973年にはエジプトを旅行し、ピラミッドの造形に刺激を受けた。1974年には針生一郎や中原佑介などとともに現代文化センター(CCC)を設立。1978年には東京国立近代美術館で初期からの作品108点を回顧する「斎藤義重展」が開催された。

### 1980年代以降
1980年代には立体と平面を組み合わせた「反対称」シリーズや「反比例」シリーズを制作。1982年には飯塚八朗とともに斎藤の教育哲学を反映させた東京芸術専門学校(TSA)を設立し、当初は講師として、1985年からは校長として若い芸術家の育成に当たった。1983年にはジュネーブ歴史美術館などで「今日の日本美術展」が開催されたのを機にヨーロッパを旅行し、イギリスではストーンヘンジに興味を抱いた。
1984年には東京都美術館など5館で「斎藤義重展」を開催。1985年には第18回サンパウロ・ビエンナーレに出品。実験的手法による現代美術への貢献が評価されて、1985年には昭和59年度朝日賞を受賞した。1980年代末には平面と立体の区別を付けないインスタレーション作品「複合体」シリーズを開始した。1993年には横浜美術館ほか2館で「斎藤義重による斎藤義重展 時空の木」を開催、1999年には神奈川県立近代美術館で「斎藤義重展」を開催した。1996年にはT&Sギャラリーを開館させている。
2001年6月13日、心不全によって横浜市内の病院で死去した。97歳だった。死後の2003年1月から2004年3月には、岩手県立美術館など5館で回顧展が開催された。

## 作風
斎藤は職業軍人だった父親の影響で、国家主義的な校風の日本中学校（旧制中学）に入学し、日本中学では美術クラブに所属していたものの、東京美術学校など美術学校での本格的な美術教育は受けていない。このため自らが芸術家であるという意識が薄く、そのために伝統的な絵画の制作手法を逸脱して紙や木片を使用したり、作家のように文章を書くなど、縛られることのない表現者として活動できた。美術評論家の中原佑介は1978年に、「斎藤義重の作品は、絵画、彫刻というより、レリーフというカテゴリーに位置づけるのがふさわしいように思われる（中略）平面の多層性の生み出すレリーフである」と語った。
太平洋戦争前の作品は「カラカラ」の連作と「トロウッド」の連作に大別される。1936年に二科展に初入選した頃には、角材や板の間に放射状に糸を張った構成主義的な「カラカラ」を制作していた。1938年頃には後に「トロウッド」と呼ばれる、楕円状または帯状の板を彩色して並べたレリーフ状の作品の制作をはじめた。「トロウッド」とはまぐろ（トロ）が木板（ウッド）の上に並んでいるように見えることが由来であり、斎藤自身が作品を茶化して名づけたものである。
戦時中から戦後には黒色のレリーフ状の合板作品を制作した。戦後には「あほんだらめ」や「やじろべえ」など具象的傾向を持つ作品を制作し、1957年からは「鬼」などの抽象絵画を制作した。徐々に抽象表現主義的な絵画に移行し、1960年からは電動ドリルを用いて合板を傷つける一連の作品を制作した。斎藤は「ドリルと木の板はモチーフであり、板の上の広がりはテーマである」との特徴的な言葉で「ドリルの時代」の作品を語った。1964年には電動ドリルを使用するもののレリーフ状の合板作品に変化し、1966年には「ペンチ」など可動部分のあるレリーフ状の作品に、1970年にはよりシンプルなレリーフ状の合板作品に変化した。1973年からは戦前に制作していた作品の再制作を行い、空襲で焼失した1936年から1941年までの作品15点、未発表のまま所在者不明となっていた1952年の作品6点、計21点を斎藤の記憶と写真に頼って複製している。「四つの位置」など対構造を持つ作品を制作し、1976年からは「反対称」シリーズを制作。
戦後すぐには「あほんだらめ」などカンバスに描いた作品もあったが、1970年代末まではほとんどの作品にカンバスではなく木板が使用された。1979年には黒色に塗装された木板をボルトで組み立てた「反比例」などの作品を制作し、立体作品ながら床面に限らず壁面にもまたがって展示された。それまでは壁面にかけられる絵画や半立体のレリーフ作品が主体だったが、この時期からは床面に置かれる立体作品に移行している。

## 評価
1957年に今日の新人57年展の新人賞を受賞したことについて、瀧口は「1930年代に発展した日本の抽象絵画の草分けといってよい作家の一人であって、しかもかれは無名のままで埋もれていたわけでもない」と語っている。1950年代から1960年代、日本人抽象画家にとっては苦しい時代が続いていたが、斎藤は国際市場で評価が高い数少ない人物だった。美術評論家の瀬木慎一は『芸術新潮』1961年2月号の評論において、「とくに昨年（1960年）は、美術界の話題が、すつかり、かれひとりによつてさらわれてしまった観がある」と書いている。さらに瀬木は『芸術新潮』1962年9月号において、「斎藤は、いまや、日本にいる日本人作家の代表選手といつた格好である。当然のことながら、各国の画廊からの個展や作品購入の申込みが多いが、そんなことはどこふく風とばかり、いつもながらの自己のペースを守つて悠然としていられるのは、いかにもこの作家らしい」と書いている。日本で売約済となっていた作品が1961年のサンパウロ・ビエンナーレに出品された際には、国外の作家がその作品を奪うように買い取って問題となったことがあった。

## 影響
ドイツの美術評論家ヘルガ・S・イエラッチュは1964年の評論で、斎藤を「世界的なモダン・アートの傾向の追随者のひとりときめてしまったらまちがいである。彼はむしろ現代日本絵画の先駆者のひとりとして見なおさねばならない。というのは彼こそ、1930年代の日本において、画期的な新芸術運動を創始した当人だからなのである」と述べた。
多摩美術大学の斎藤義重教室は、関根伸夫、吉田克朗、本田眞吾、成田克彦、小清水漸、菅木志雄ら「もの派」の美術家を育てた。その他に斎藤の指導を受けた美術家には、二村裕子、小林はくどう、三沢憲司、大石もも子、守屋行彬、有田暁子、西原和子、清水映美、堀浩哉、高橋雅之、長谷光城、宮脇愛子などがいる。
多摩美の斎藤義重教室で斎藤の指導を受けた芸術家

関根伸夫
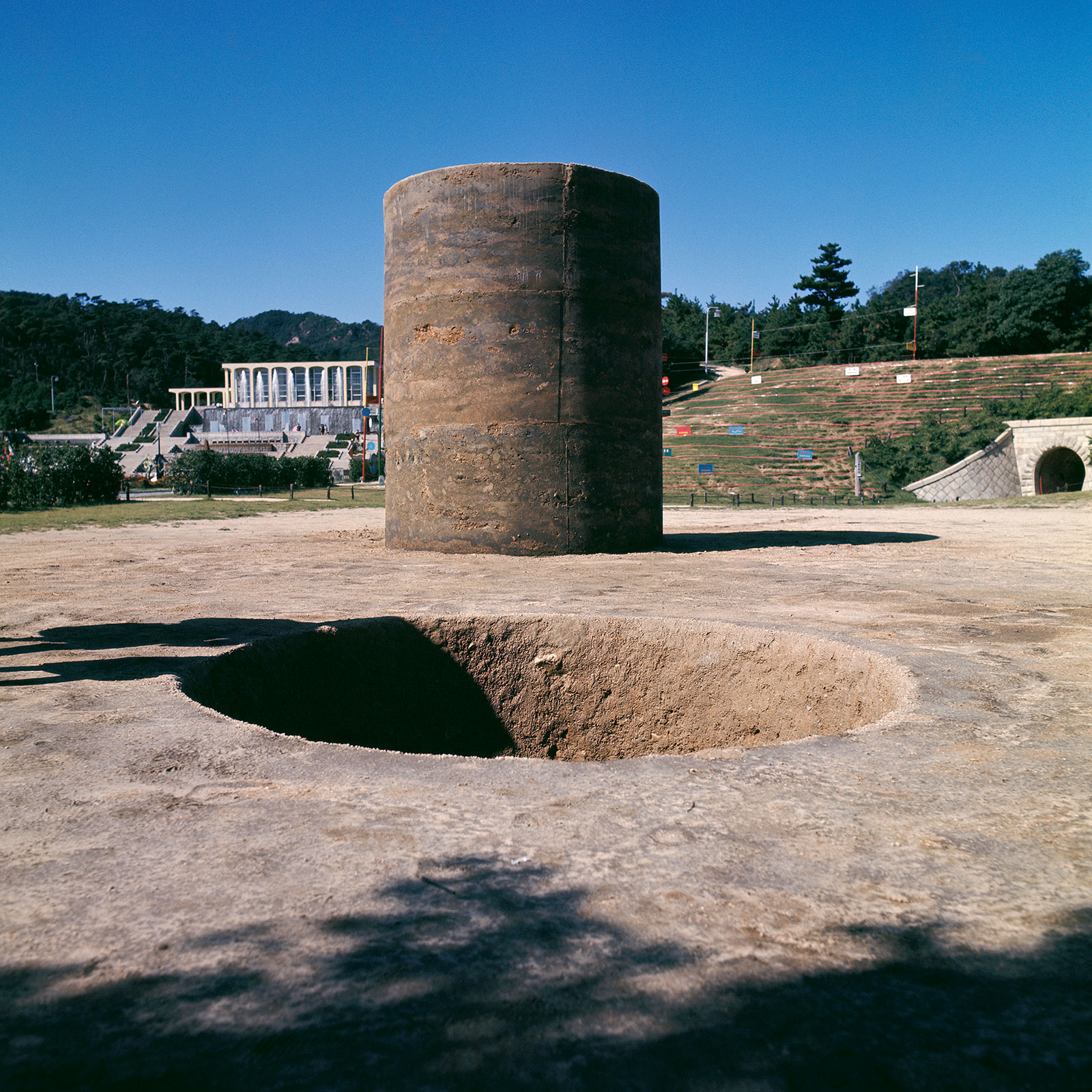
関根の作品「位相-大地」（1968年）
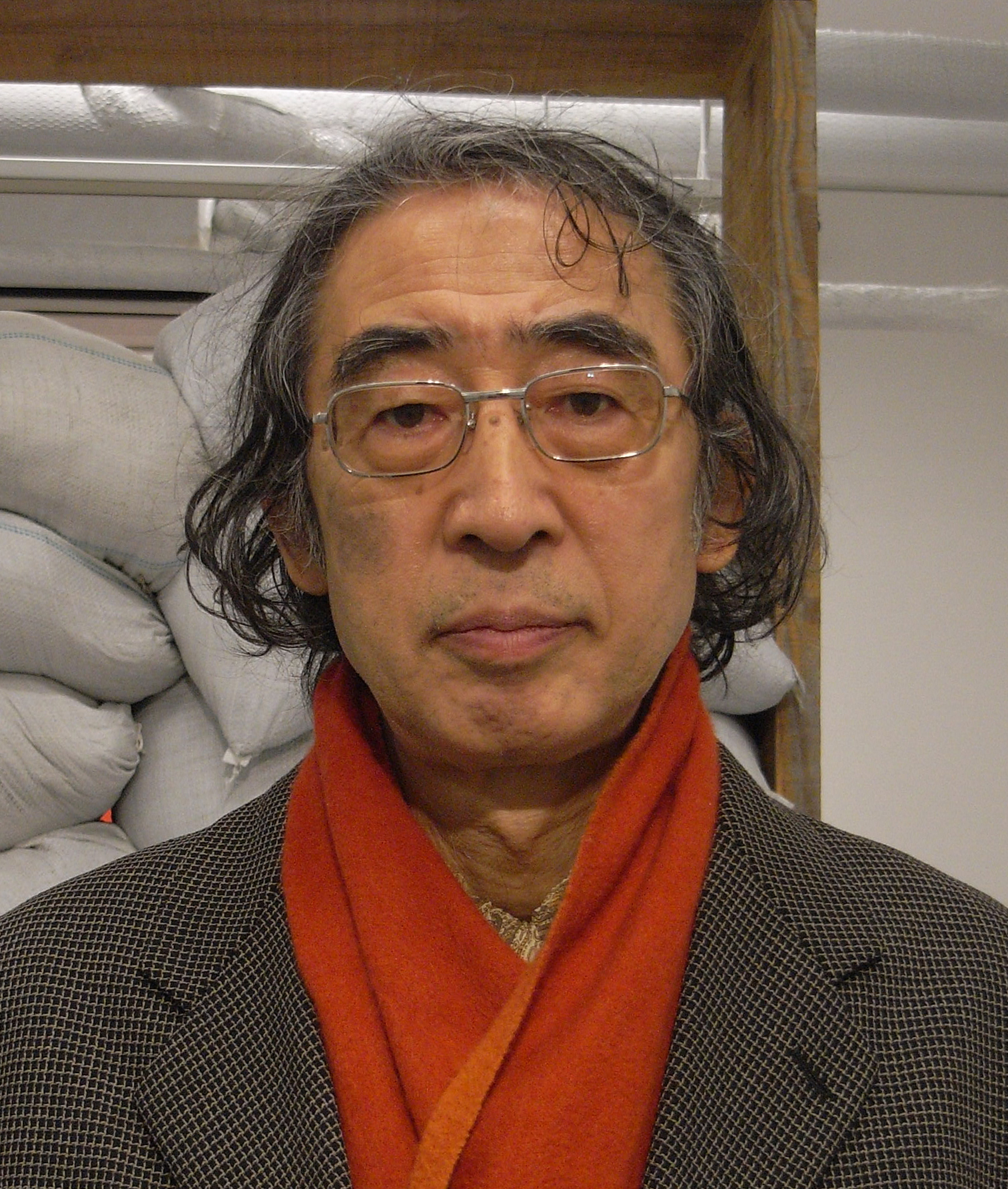
菅木志雄
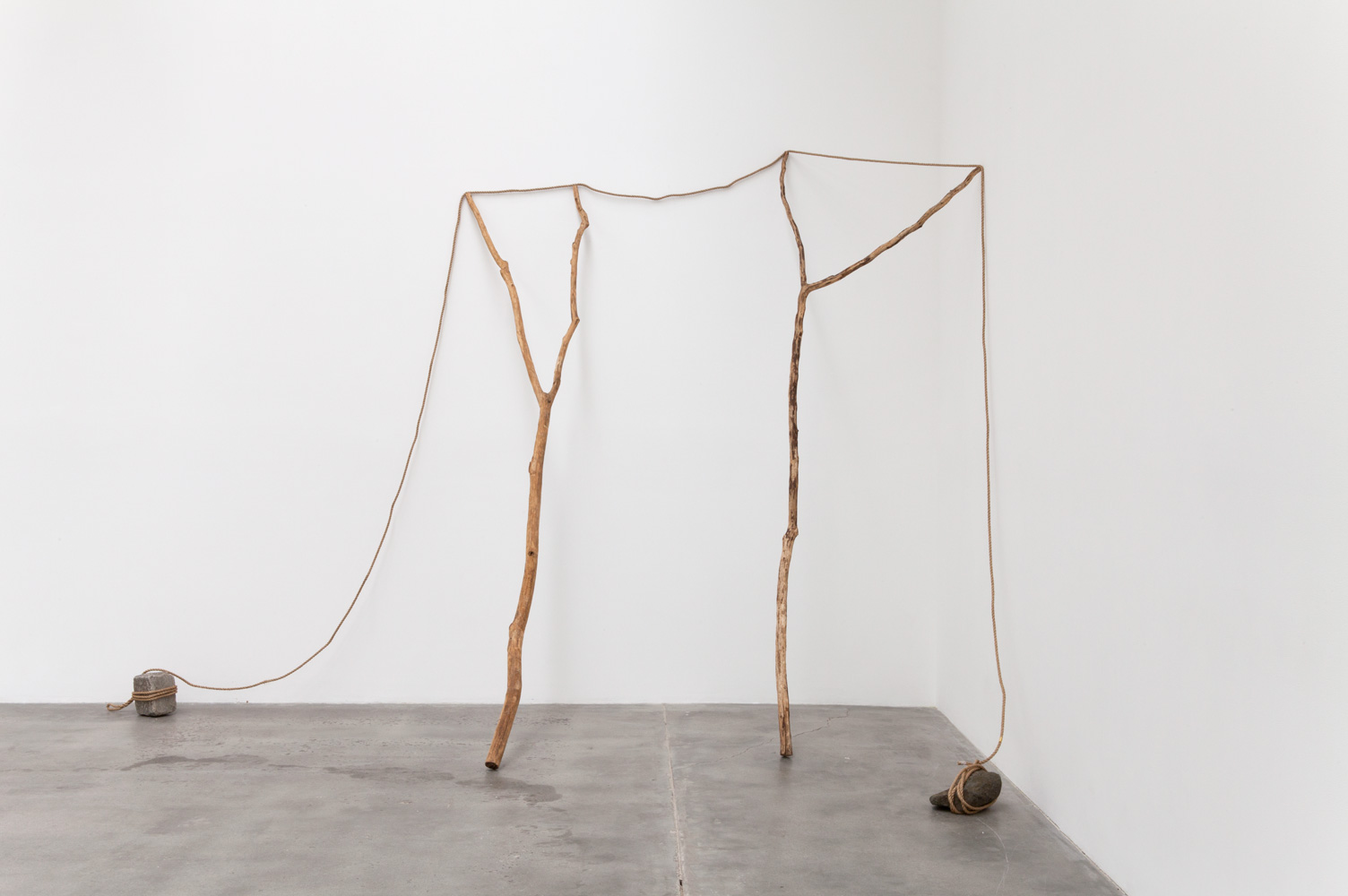
菅の作品「等間体」（1973年）

## 展覧会

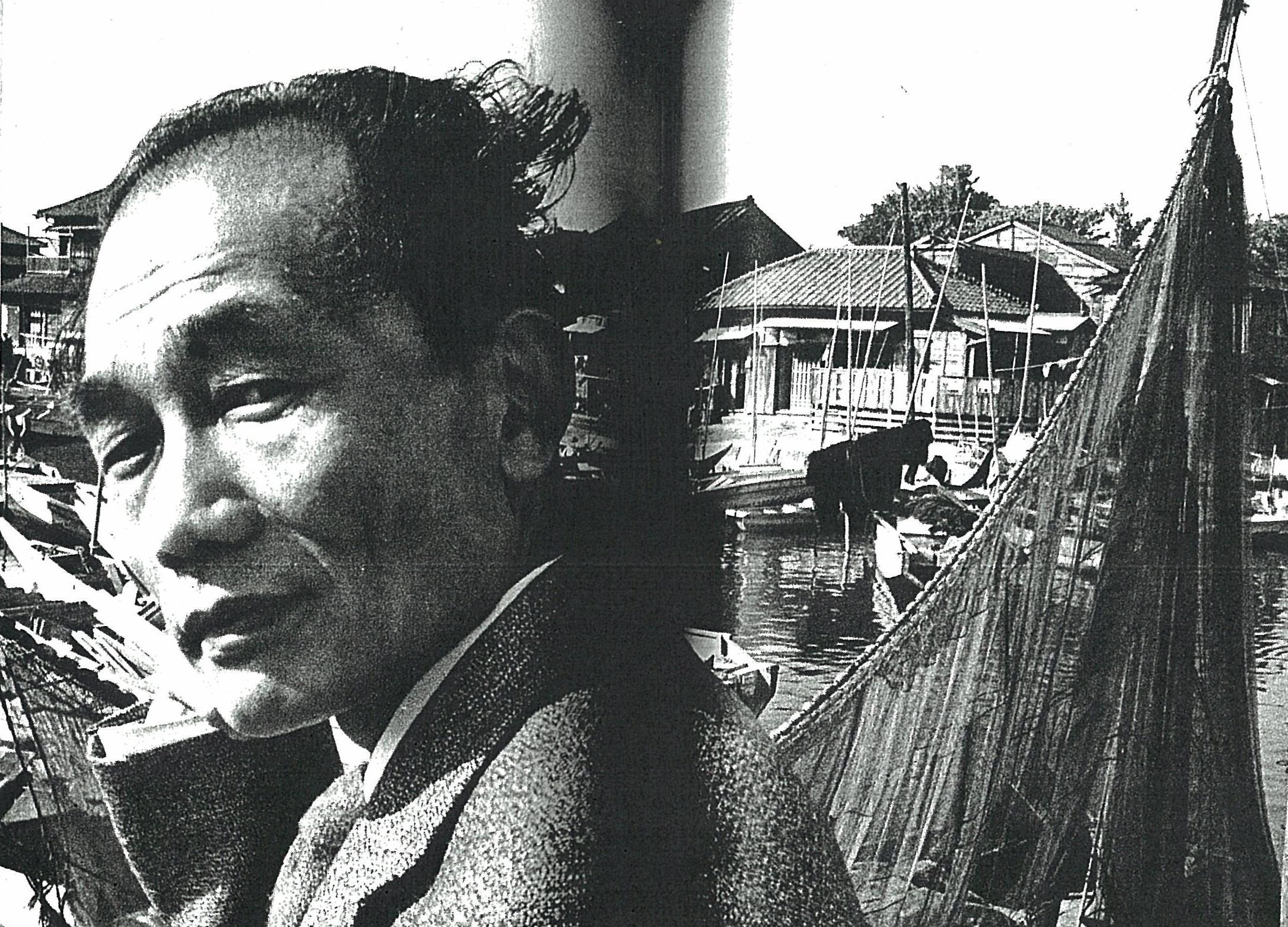
漁村だった浦安を歩く斎藤（1960年頃）

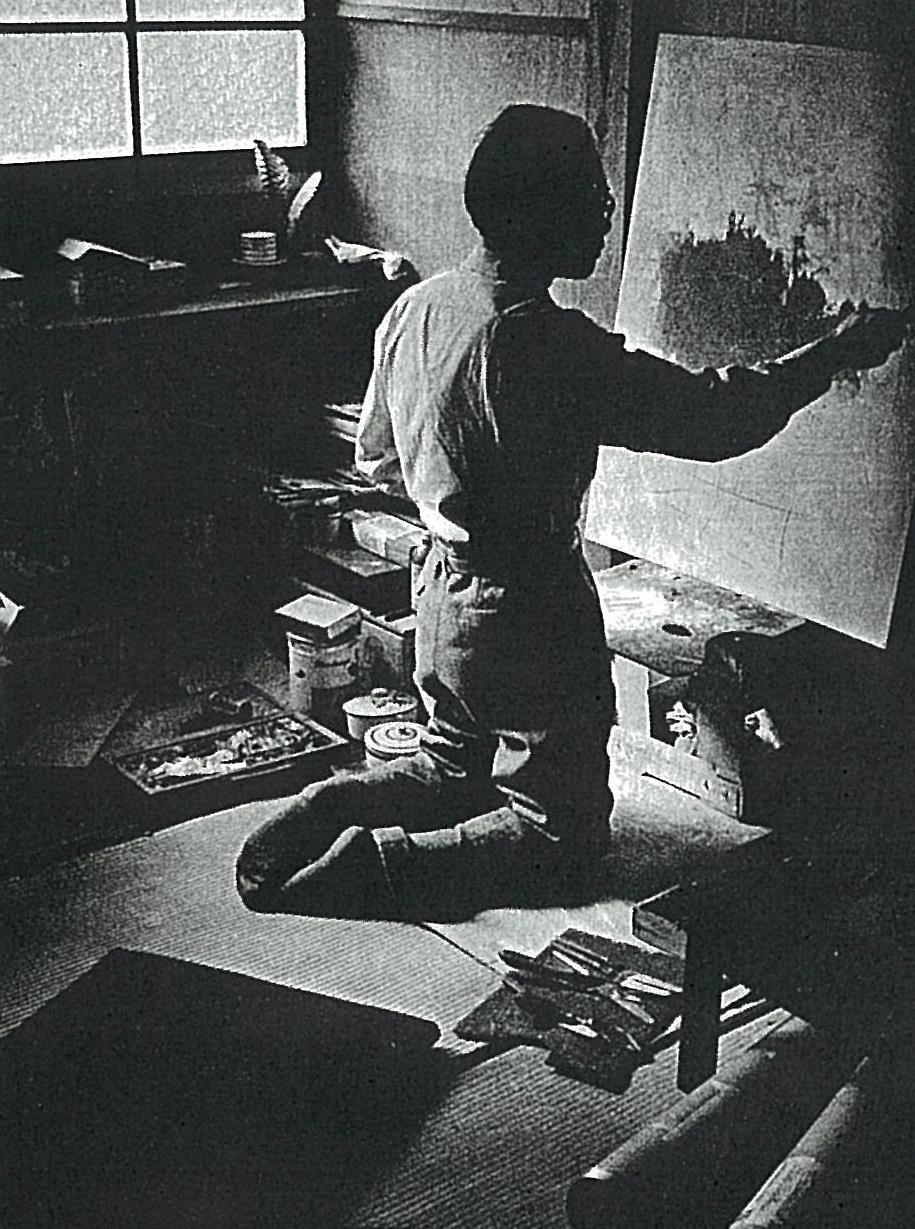
アトリエで制作中の斎藤（1960年頃）

### 個展
画廊など
- 1958年 東京画廊（東京・第1回）
- 1960年 東京画廊（第2回）
- 1960年 東京画廊（第3回）
- 1962年 東京画廊（第4回）
- 1963年 東京画廊（第5回）
- 1963年 ギャラリー・ド・フランス（フランス・パリ）[22]
- 1964年 フリードリッヒ・ダーレム画廊（西ドイツ・ミュンヘン）
- 1965年 ナヴィリオ画廊（イタリア・ミラノ）
- 1967年 フライブルク芸術協会（西ドイツ・フライブルク）
- 1967年 東京画廊（第6回）
- 1967年 ホーケン画廊（ノルウェー・オスロ）
- 1973年 東京画廊（第7回）
- 1976年 桜画廊（名古屋）
- 1976年 東京画廊（第8回）
- 1980年 東京画廊（第9回）
- 1983年 ギャラリーS65（ベルギー・ブリュッセル）
- 1985年 現代画廊（韓国・ソウル）
- 1988年 アネリー・ジュダ・ファイン・アート（イギリス・ロンドン・第1回）
- 1988年 ギャラリー・ブランシュ（スウェーデン・ストックホルム）
- 1991年 東京画廊（第10回）
- 1992年 アネリー・ジュダ・ファイン・アート（第2回）

美術館など
- 1977年 「斎藤義重展」神奈川県民ギャラリー
- 1978年 「斎藤義重展」東京国立近代美術館
- 1984年 「斎藤義重展」東京都美術館、栃木県立美術館、兵庫県立近代美術館、大原美術館、福井県立美術館
- 1993年 「斎藤義重による斎藤義重展 時空の木」横浜美術館、徳島県立近代美術館
- 1998年 下山芸術の森発電所美術館
- 1999年 「斎藤義重展」神奈川県立近代美術館
- 2003年-2004年 「斎藤重義 回顧展」岩手県立美術館、千葉市美術館、島根県立美術館、富山県立近代美術館、熊本市現代美術館

### グループ展など
- 1959年 「第5回サンパウロ・ビエンナーレ」（ブラジル・サンパウロ）
- 1960年 「グッゲンハイム国際美術展」（アメリカ合衆国・ニューヨーク）
- 1963年 「第1回ローザンヌ国際前衛画商展」（スイス・ローザンヌ）
- 1964年 「第6回ヴェネツィア・ビエンナーレ」（イタリア・ヴェネツィア）
- 1965年 「新しい日本の絵画展」チューリッヒ美術館（スイス・チューリッヒ）
- 1965年 「日本の新しい絵画と彫刻展」ニューヨーク近代美術館（アメリカ合衆国・ニューヨーク）など全米8館
- 1966年 「第1回日本芸術祭」全米4館
- 1965年 「日本の現代美術展」ガレリア・デル・カヴァッリアーノ（イタリア・ヴェネツィア）
- 1965年 「第2回カターニア国際版画展」（イタリア・カターニア）
- 1974年 「日本 伝統と現代展」デュッセルドルフ市美術館（ドイツ・デュッセルドルフ）
- 1974年 「ルイジアナの日本展」ルイジアナ近代美術館（デンマーク・フムレベック）
- 1981年 「日本現代美術展」韓国文化芸術振興院美術会館（韓国・ソウル）
- 1982年 「第47回カーネギー国際展」（アメリカ合衆国、オーストラリア）
- 1983年 「今日の日本美術展」ジュネーブ歴史美術館・ラト美術館（スイス・ジュネーブ）
- 1985年 「日本前衛美術の展開展」オックスフォード近代美術館（イギリス・オックスフォード）
- 1986年 「現代日本展」台北現代美術館（台湾・台北）
- 1989年 「ユーロバリア ‘89日本フェスティバル 斎藤義重・山口長男二人展」ベルギー王立近代美術館（ベルギー・ブリュッセル）
- 1994年 「戦後日本の前衛美術」横浜美術館、グッゲンハイム美術館（アメリカ合衆国・ニューヨーク）

出典 : 『斎藤義重による斎藤義重展 時空の木』、越後妻有大地の芸術祭の里など

## 受賞
- 1957年 第4回日本国際美術展 K氏賞「鬼」[31]
- 1957年 今日の新人57年展 新人賞「作品1」[31]
- 1958年 毎日現代展 優秀賞
- 1959年 第5回日本国際美術展 国立近代美術館賞
- 1959年 国際美術評論家連盟賞「ペインティングE」
- 1960年 第4回現代日本美術展 最優秀賞「作品R」
- 1960年 グッゲンハイム国際美術展 優秀賞
- 1961年 第6回サンパウロ・ビエンナーレ 国際絵画賞
- 1963年 第7回日本国際美術展 国立近代美術館賞
- 1971年 第10回現代日本美術展 大原美術館賞
- 1985年 昭和59年度朝日賞
- 浦安市名誉市民

出典 : 『斎藤義重による斎藤義重展 時空の木』など

## 画集
- 『斎藤義重』美術出版社, 1964年
- 『斎藤義重』東京画廊, 1973年